# Zăpodeni
Zăpodeni est une commune du județ de Vaslui en Roumanie.